# One 57
One 57, Carnegie 57 — хмарочос у Нью-Йорку, США, поруч з Центральним парком. Висота 75-поверхового хмарочосу складає 306 метрів. Будівництво було розпочато в 2009 році і завершено в 2014 році.
Хмарочос мав найвищі житлові приміщення у місті Нью-Йорк і в США в цілому кілька місяців після завершення будівництва, до того, як був зданий комплекс 432 Парк-авеню.